# 片貝站
- 關於新潟縣小千谷市的日本國有鐵道魚沼線的片貝站，請見「片貝站 (新潟縣)」。
- 關於新潟縣岩船郡關川村的東日本旅客鐵道米坂線車站，請見「越後片貝站」。
- 關於千葉縣山武郡九十九里町的九十九里鐵道車站，請見「上總片貝站」。

片貝站（日语：／ Katakai eki */?）是位於群馬縣前橋市西片貝町一丁目280番5號，上毛電氣鐵道的上毛線車站。

## 歷史
- 1928年（昭和3年）11月10日 - 車站啟用[1]。

## 車站構造
本站為地面車站，設有1面1線的單式月台。本站是無人車站，站内設有1台可口可樂的自動販賣機。

## 使用狀況
以下為近年1日平均上下車人次變化。
| 上下車人次變化 | 上下車人次變化 |
| 年度           | 1日平均人次    |
| -------------- | -------------- |
| 2011年         | 357            |
| 2012年         | 369            |
| 2013年         | 388            |
| 2014年         | 350            |
| 2015年         | 343            |
| 2016年         | 326            |
| 2017年         | 335            |

## 車站周邊
- 群馬縣立前橋高等學校（日语：群馬県立前橋高等学校）
- 文真堂書店（日语：文真堂書店）片貝店
- 島村（日语：しまむら）
- Beisia（日语：ベイシア）前橋商場店

## 相鄰車站
上毛電氣鐵道
上毛線
三俁－片貝－上泉

## 注腳
1. ↑  「地方鉄道運輸開始」『官報』1928年11月19日（國立國會圖書館數碼化收藏）
2. ↑  國土數値情報(不是車站的上下車人次數據)  （页面存档备份，存于） - 統計情報研究，2020年8月28日參閲

## 外部連結
- 上毛電氣鐵道　沿線資訊 （页面存档备份，存于）（日語）